# Haplodrassus invalidus
Haplodrassus invalidus är en spindelart som först beskrevs av O. Pickard-Cambridge 1872.  Haplodrassus invalidus ingår i släktet Haplodrassus och familjen plattbuksspindlar. Inga underarter finns listade i Catalogue of Life.